# Ludovic Graugnard
Ludovic Graugnard (Arles, 25 ottobre 1977) è un allenatore di calcio francese.

## Carriera
Dal 2015 è alla guida della Nazionale di Tahiti, squadra con la quale ha partecipato alla Coppa d'Oceania 2016, venendo eliminato nella fase a gironi.

## Palmarès

### Club

#### Competizioni nazionali
- Tahiti First Division: 2

Dragon: 2012, 2013